# Gerb
Gerb es un pueblo que forma una entidad municipal descentralizada perteneciente al término municipal de Os de Balaguer, en la comarca de la Noguera, provincia de Lérida, comunidad autónoma de Cataluña, España. Está situado al extremo sur-oriental del municipio junto al barranco del Masi y cerca del margen derecho del río Segre, a solo 3 km de la capital de la comarca Balaguer.

## Historia
El pueblo de Gerb está situado al pie del antiguo castillo de Gerb, construido por el conde Armengol IV de Urgel hacia el 1082 como base para la conquista de Balaguer, y durante unos años fue la capital del condado. Más tarde, en el año 1106, fue cedido a la iglesia de Santa María de Solsona. La iglesia parroquial está dedicada a San Salvador.
El antiguo término de Gerb, de 18,19 km², que se disolvió a mediados de siglo XIX y que existió también durante los años 1937-1939, solo tiene continuidad territorial con el municipio de Os de Balaguer en un solo punto, “la Torreta dels Quatre Batlles”.

## Símbolos

### Escudo
Escudo en forma embaldosada: jaquelado de oro y sable; resaltando sobre el todo un castillo de sinople cerrado de argén.
Fue aprobado el 9 de septiembre de 1991.
El castillo de Gerb, representado en el escudo, fue construido por el conde Armengol IV de Urgel en 1082, y durante unos cuantos años ostentó la capitalidad del condado de Urgel. El ajedrezado de oro y de sable son las armas de los condes de Urgel. Como es habitual en todos los de las entidades municipales descentralizadas, la de Gerb no lleva corona.

### Bandera
La bandera es apaisada, apaisada, de proporciones dos de alto por tres de largo, ajedrezada, con cuatro hileras horizontales de cinco escaques amarillos y negros, y en el vuelo un palo blanco de grueso 2/9 de la largura del paño, que deja incompleto el último escaque de cada hilera, y, centrado sobre las filas verticales segunda y tercera que quedan formadas, un castillo verde oscuro cerrado de blanco de altura 2/3 de la del paño y de anchura 2/7 de la largura del mismo paño.

## Comunicaciones
- Carretera

Gerb está unido a la capital de comarca, Balaguer con la carretera LV-9047 (de Balaguer a Camarasa por Gerb y Sant Llorenç de Mongai). Del pueblo salen dos carreteras más, la LV-9046 en dirección al pueblo de Vilanova de la Sal del municipio vecino de Les Avellanes y Santa Liña, y otra hacia la estación de Gerb.
- Ferrocarril

Gerb dispone de estación de ferrocarriles con una línea férrea de Lérida a la Puebla de Segur.

## Demografía
| 322                        | 304 | 304 | 311 | 311 | 331 | 371 | 432 | 432 |
| (Fuente: [cita requerida]) |     |     |     |     |     |     |     |     |